# Kozjak (miasto Loznica)
Kozjak (cyr. Козјак) – wieś w Serbii, w okręgu maczwańskim, w mieście Loznica. W 2011 roku liczyła 996 mieszkańców.